# Reno-hepato-pankreatische Dysplasie

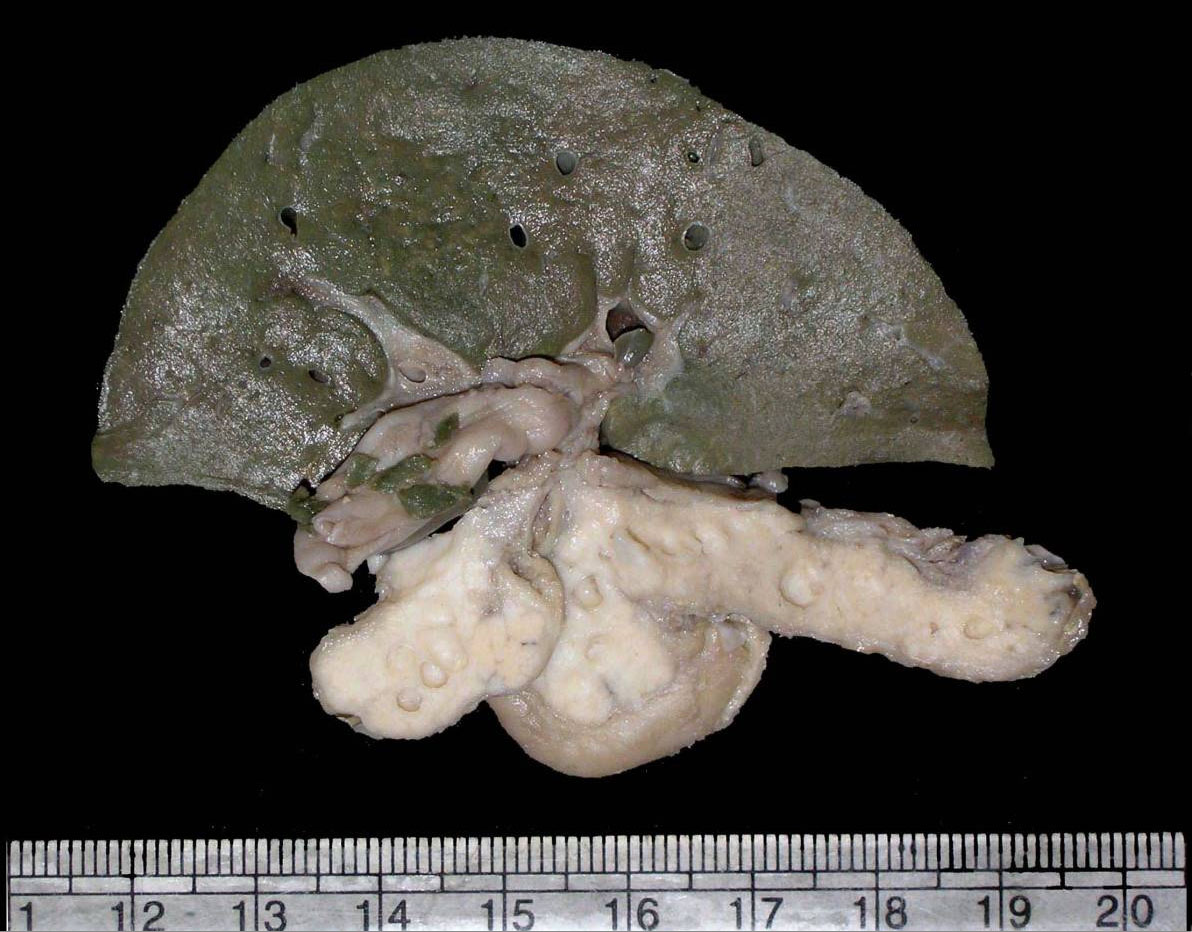
Pathologisches Präparat von Leber und Pankreas mit multiplen Zysten

Unter der reno-hepato-pankreatischen Dysplasie, auch nach seinem Erstbeschreiber Björn Ivemark Ivemark-Syndrom I oder kongenitale hepatische Fibrose genannt, versteht man ein seltenes angeborenes Krankheitsbild mit Zysten in den Nieren, den Gallengängen und der Bauchspeicheldrüse. Es kann autosomal-rezessiv vererbt werden, sporadisch oder im Rahmen von anderen Fehlbildungssyndromen auftreten. Es verläuft meist schon in der Neugeborenenperiode tödlich.

## Symptome
Zysten in der Nierenrinde, die von den Nierentubuli ausgehen, führen zu einem fortschreitenden Nierenversagen. Sie sind schon ab der 16. Schwangerschaftswoche nachweisbar. Die Zysten in der Leber gehen von den Gallengängen aus. Dabei findet sich zusätzlich eine Vermehrung des Bindegewebes (Fibrose) um die Venen der Leberlappen herum. Die führt zu einem fortschreitenden Leberversagen mit chronischer Gelbsucht. Da die Bauchspeicheldrüse ebenfalls betroffen ist, stellt sich bei den Kindern, die die Neugeborenenperiode überleben, ein insulinpflichtigre Diabetes mellitus ein.

## Ursache
Neben verschiedenen sporadisch aufgetretenen Fällen haben auch nach dem Erstbeschreiber weitere Autoren Familien mit mehreren betroffenen Kindern identifiziert. Dies veranlasste R. Torra et al. dazu, einen autosomal-rezessiven Erbgang anzunehmen. Allerdings kommt eine reno-hepato-pankreatische Dysplasie auch im Rahmen verschiedener übergeordneter Fehlbildungssyndrome wie der Trisomie 9, der Trisomie 13, dem Meckel-Syndrom oder dem Zellweger-Syndrom vor. Daher ist auch nicht auszuschließen, dass es sich um eine genetisch uneinheitliche Gruppe von Erkrankungen handelt, bei der unterschiedliche störende Einflüsse auf die Organentwicklung in der gleichen pathologischen Endstrecke münden.